# Zsira
Zsira (deutsch Tening, kroatisch selten Žira) ist eine ungarische Gemeinde im Kreis Sopron im Komitat Győr-Moson-Sopron. Sie liegt nahe der Grenze zu Österreich an der Rabnitz (ung. Répce) und ist durch eine Straße mit der westlich liegenden österreichischen Gemeinde Lutzmannsburg (ung. Locsmánd) verbunden, mit der eine Gemeindepartnerschaft besteht.

## Geschichte
Der Ort wurde erstmals 1225 urkundlich als Syra erwähnt, die eingemeindeten Dörfer Salamonfa 1412 und Gyüleviz 1466. Bis 1848 war die Grundherrschaft Zsira im Besitz der Bischöfe von Raab (Győr). In Gyülevíz und Salamonfa siedelten freie kleinadelige Bauern, die aber immer mehr gezwungen waren, ihren Grundbesitz wegen steigender wirtschaftlicher Schwierigkeiten an die reiche Familie Rátkay zu verkaufen, die um 1650 in Gyülevíz eine moderne Gutswirtschaft gegründet hatte. Die Ortschaft lag bis 1921 als Teil des Komitats Ödenburg im Königreich Ungarn. Nach dem Ende des Ersten Weltkrieges sollte das Dorf dem österreichischen Burgenland angeschlossen werden, es kam jedoch zu einem Gebietsaustausch und so blieb Zsira 1921 ein Teil Ungarns. 1931 wurde die heutige Gemeinde durch die Eingemeindung der bis dahin selbstständigen im Osten anschließenden Dörfer Gyüleviz (Jelewies) und Salamonfa (Salmasdorf) begründet.

## Sehenswürdigkeiten
- Barockschloss Rimanóczy, erbaut 1739: Bauherr war der „Beeidete Agent der ungarischen Hofkanzlei“ Antal Rimanóczy, dessen Großvater István Rimanóczy in die reiche Familie Rátkay eingeheiratet hatte. Der planende Architekt ist unbekannt, man vermutet aber einen Schüler des Lukas von Hildebrandt, weil die Südwestfassade eine auffallende Ähnlichkeit mit dem Hildebrandt'schen Schloss Schloss Halbturn aufweist. Das Schloss wechselte in der Folge immer wieder die Eigentümer: 1771–1776 Graf Johann Draskovich, 1776–1800 Anton Jankovich, ab 1800 Graf Johann Pejacsevich und dessen Nachkommen bis 1890. Letzte persönliche Bewohnerin war ab 1920 die Herzogin Maria Esterházy, die eine zeitgemäße Modernisierung vornehmen ließ und anlässlich ihrer Verehelichung 1929 wieder auszog und das Haus einer katholischen Frauenkongregation überließ, die es als Kloster nützte. In der Zeit der kommunistischen Diktatur wurde die Kongregation zwangsaufgelöst und das Schloss enteignet. Fortan diente es als Sozialwohnheim der Budapester Stadtverwaltung. Zwischen 1975 und 1980 erfolgte unter kunsthistorischer Leitung eine Sanierung. Gegenwärtig dient das Schloss als Behindertenwohnheim einer staatlichen Stiftung. Das Hauptgebäude besitzt eine U-förmigen Grundriss. Ebenerdig wird der Bau in der Hauptachse von einer dreischiffigen, breiten „Sala Terrena“ eingenommen. Durch ein großzügig ausgestaltetes Treppenhaus erreicht man die Prunkräume im ersten Stock. Der Empfangsraum ist mit reicher Holzverkleidung der Wände versehen. Die Räume sind reich mit Ölbildern und Deckengemälden ausgestattet. Das Gebäude ist nicht öffentlich zugänglich.
- Kirche des Heiligen Josef im Salomonfa, erbaut 1882
- Kirche des Heiligen Laurenz, erbaut 1885
- Pietà, erschaffen 1725

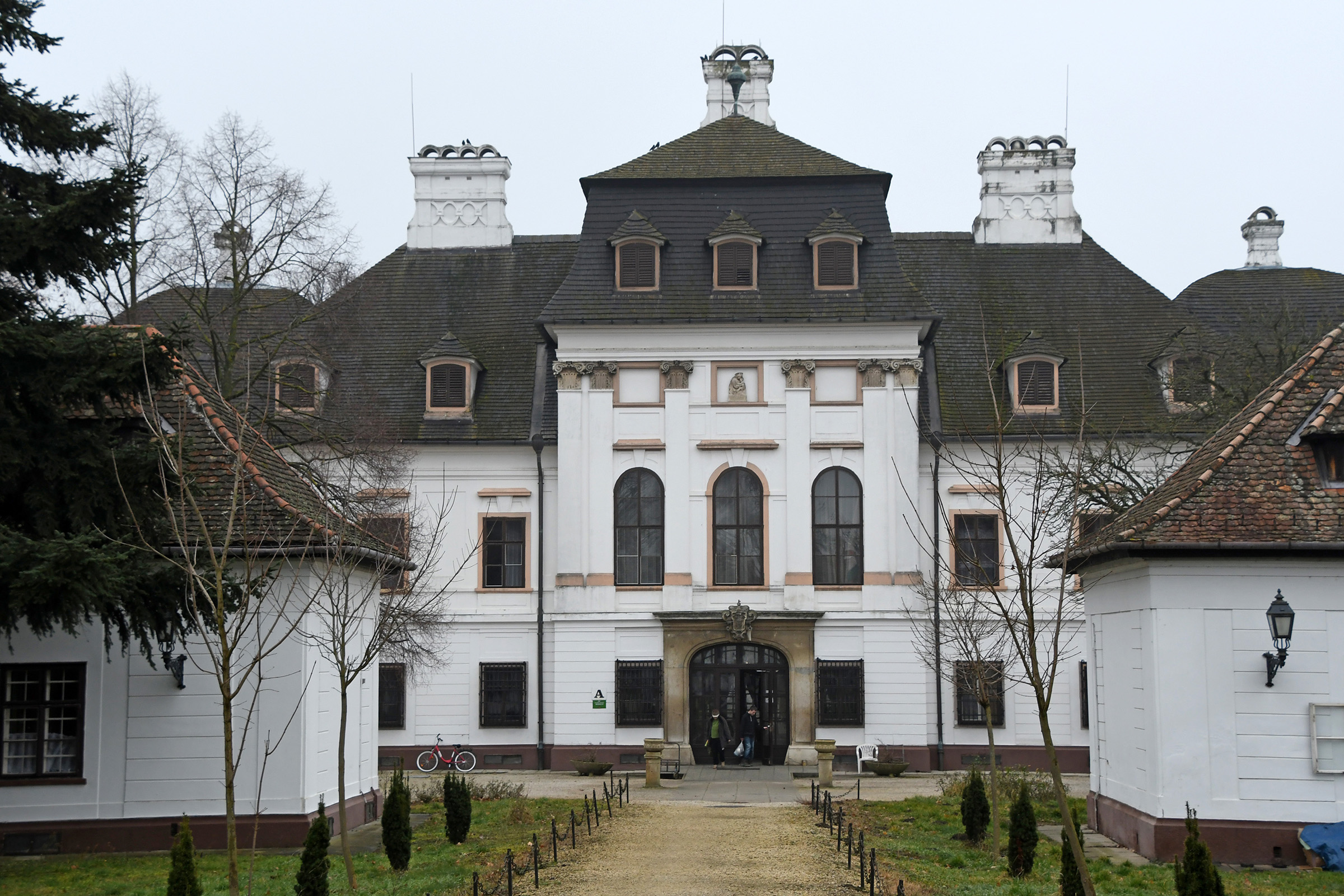
Schloss Rimanóczy, später Gyülevizy-Pejacsevich
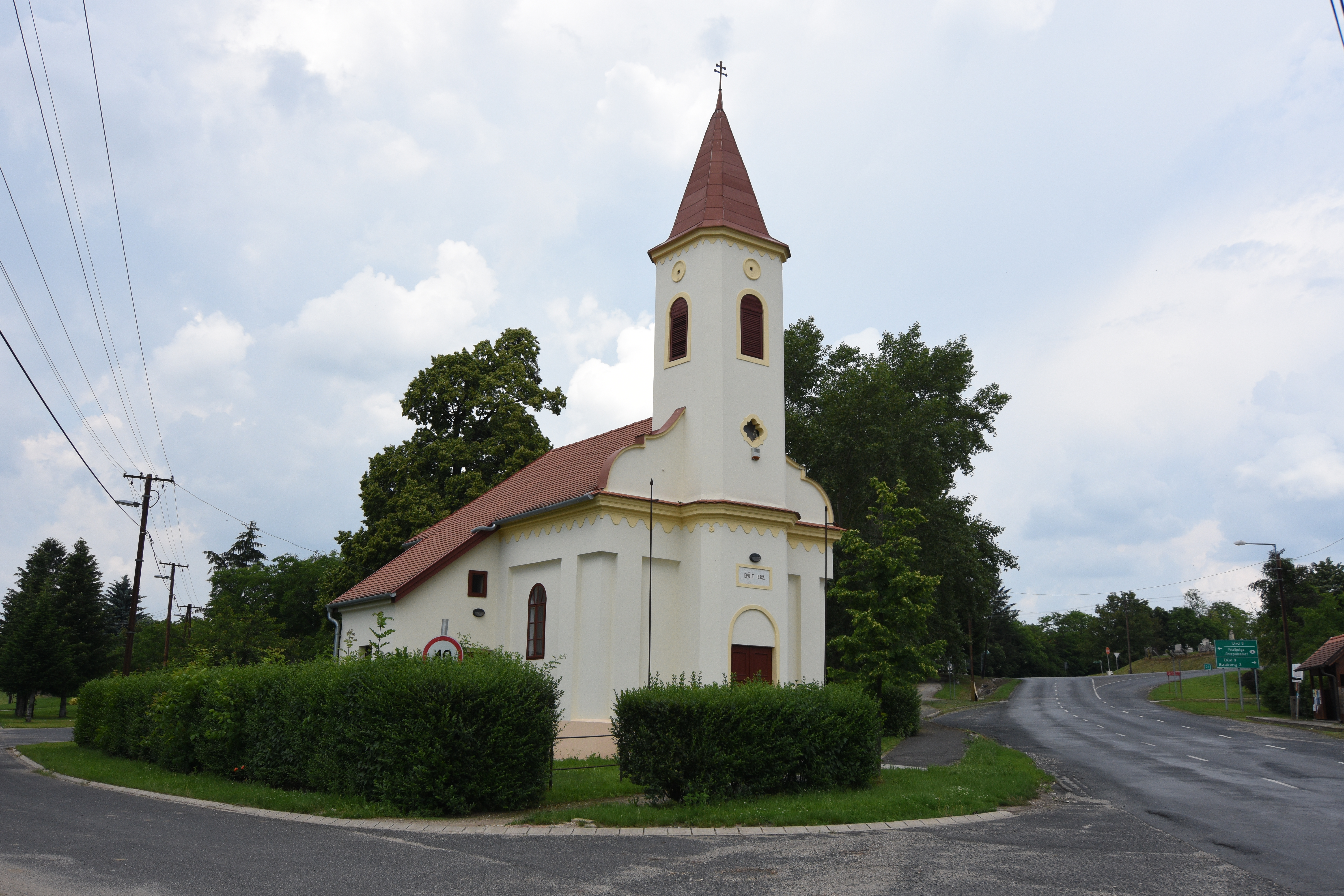
Kirche des Heiligen Joseph
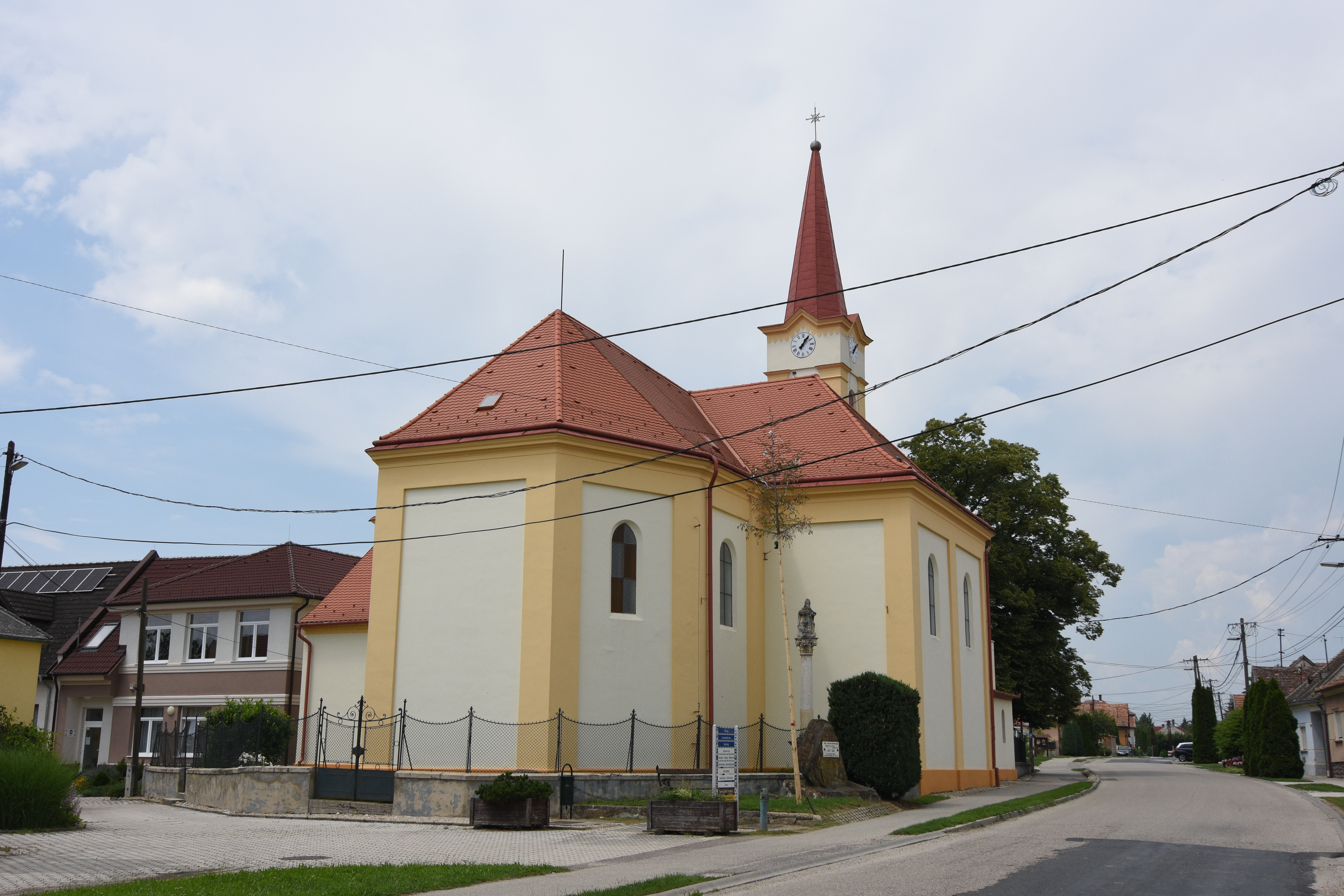
Kirche des Heiligen Laurenz
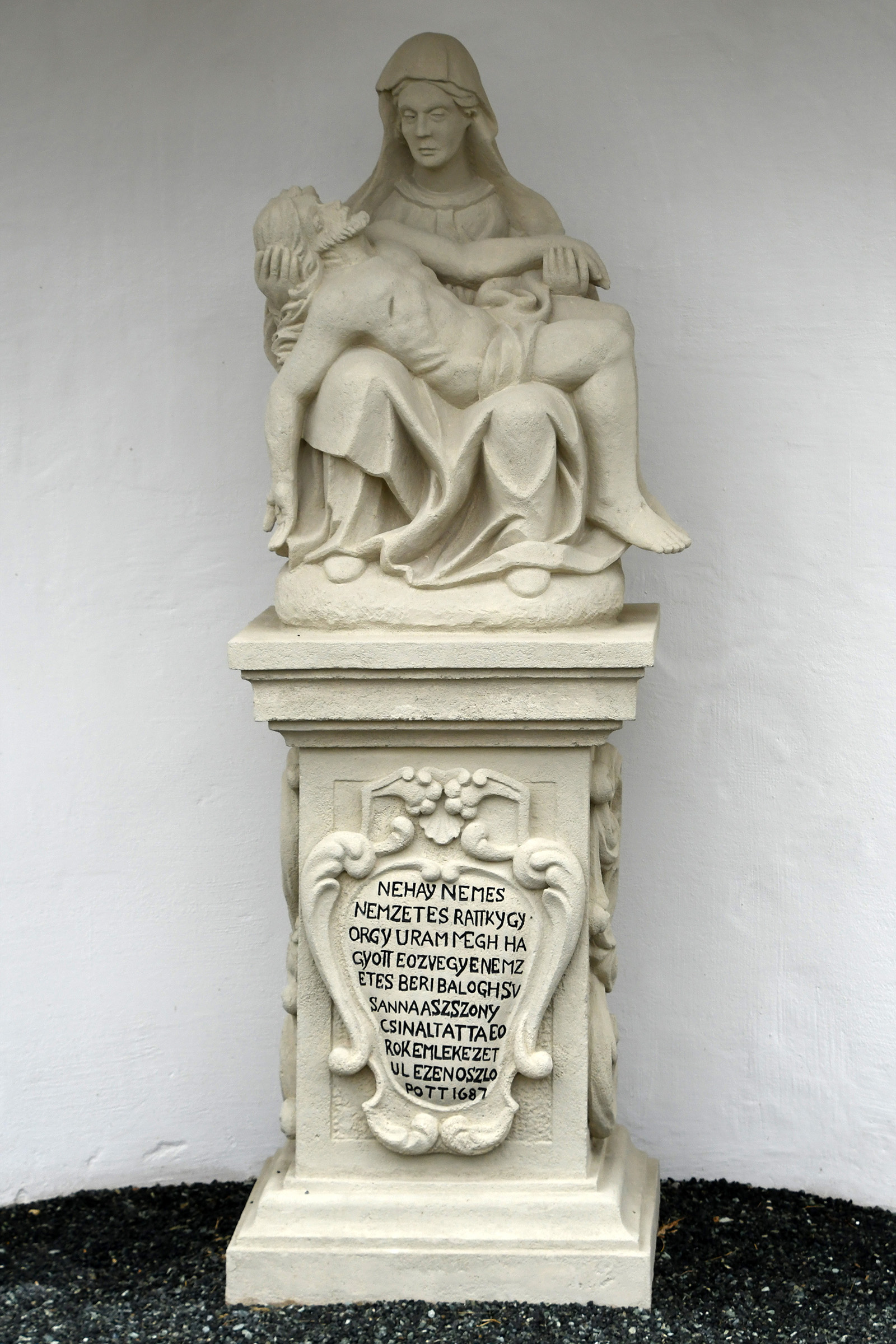
Pietà